# Lobelien-Nektarvogel
Der Lobelien-Nektarvogel (Nectarinia johnstoni) auch Malachitnektarvogel genannt, ist ein Singvogel (Passeri) aus der Ordnung der Sperlingsvögel (Passeriformes) aus der Familie der Nektarvögel (Nectariniidae).

## Beschreibung
Das Männchen wird mit seinen verlängerten Schwanzfedern 25 bis 30 Zentimeter lang, das Weibchen erreicht eine Länge von 14 bis 15,5 Zentimeter.
Die Farbe der Männchen ist metallisch grün, das Gesicht und der Bürzel ist schwarz mit zwei langen Schwanzfedern. Das Weibchen ist unscheinbar grau. Beide Geschlechter verändern ihr Federkleid außerhalb der Brutzeit und besitzen einen scharlachroten Punkt an der Halsseite, woher auch der englische Name abgeleitet ist (Scarlet-Tufted-Malachite-Sunbird). Beide Geschlechter tragen ein Paar pektoraler Federbüschel, die Weibchen deutlich kleinere als die Männchen. Die Länge der Federbüschel ist ein Statuszeichen, die Männchen verteidigen so Blütenstände von Lobelien, deren Nektar ihnen als Nahrung dient. Der lange, dünne Schnabel ist nach unten gebogen. Die Stimme klingt nach einem herb, schnarrendes "tschiiip-tschiip".

## Vorkommen
Der Lobelien-Nektarvogel lebt in Moorlandschaften in den Gebirgsregionen Ost-Afrikas. In Kenia kommt er beim Mount-Kenya-Massiv und an der Aberdare Range vor, in Uganda im Ruwenzori-Gebirge und den Virunga-Vulkanen, in Tansania am Kilimandscharo und den Livingstone-Bergen sowie auf dem Nyika-Plateau in Malawi.

## Ernährung
Er ernährt sich vom Nektar von Lobelien (Lobelia deckenii, Lobelia telekii), von Riesen-Senezien (Senecio brassica), der Proten (Protea kilimandscharia) und Aloe volkensii. Dieser Nektar bildet oft kaum ein Fünftel der Nahrung. Zum Speiseplan gehören auch Insekten (Zuckmücken, Schmetterlinge), Spinnen und kleine Schnecken.

## Lebensweise
Am Morgen sieht man diesen Vogel oft in Bächen baden. Gegen Nachmittag wandert er in der Regel in tiefere Regionen der Berghänge und sucht nächtens oft Schutz in Baumhöhlen oder alten Nestern zwischen toten Blättern.